# Mieczysław Kluge
Mieczysław Kluge ps. „Karol” (ur. 2 października 1927 w Warszawie, zm. 10 maja 2022) – powstaniec warszawski, żołnierz 1142 plutonu 4. kompanii VIII zgrupowania Armii Krajowej, wchodzącego w skład Zgrupowania „Krybar”, walczącego w powstaniu warszawskim na Powiślu.

## Życiorys
Pochodzi z warszawskiej rodziny inteligenckiej. Po ukończeniu 7-klasowej szkoły powszechnej w 1942 roku rozpoczął naukę w II Miejskiej Szkole Handlowej w Warszawie (byłe Gimnazjum Kupieckie im. St. Szczepanowskiego).

### II wojna światowa

#### Szare Szeregi –Zawisza

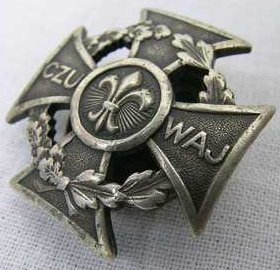
Związek Harcerstwa Polskiego

W listopadzie 1942 roku, dzięki pomocy profesora Floriana Wardasa – nauczyciela historii na tajnych kompletach kursu gimnazjum ogólnokształcącego w Miejskiej Szkole Handlowej – nawiązał kontakt z konspiracyjną organizacją harcerską i wstąpił w szeregi „Zawiszaków” do 41 Warszawskiego Szczepu Harcerskiego im. gen. Władysława Sikorskiego (przedwojenna 77 DH) gdzie otrzymał podstawowe szkolenie zuchowe. Miejscem konspiracyjnych spotkań jego zastępu (zastępowy dh Jerzy Duczkowski) były budynki szkół powszechnych przy ul. Karowej 4 i Sewerynów 6, budynki Zakładu Księży Salezjanów przy ul. Lipowej 14 (Zakład Wychowawczy im. Ks. Siemca) oraz siedziba szkoły handlowej przy ul. Starej 6. Na tym etapie uczestniczył głównie w zajęciach z zakresu pierwszej pomocy medycznej.
Po okresie próbnym – w marcu 1943 roku – złożył przyrzeczenie harcerskie na uroczystej zbiórce w lokalu szkoły przy ul. Starej 6 w Warszawie. Przyrzeczenie odbierał dh Andrzej Zejdler ps. „Babinicz”. Od marca 1943 roku do marca roku następnego brał udział w działalności konspiracyjnej w ramach akcji „Wawer”, a do jego obowiązków należało m.in.: doręczanie zawiadomień osobom, którym groziło aresztowanie ze strony okupanta, kolportaż prasy podziemnej i „cegiełek” na fundusz działalności podziemnej, przenoszenie paczek konspiracyjnych (m.in. na Sadybę i Mokotów), obserwacja obiektów niemieckich oraz werbowanie młodszych kolegów do „Szarych Szeregów”.

#### Szare Szeregi –Bojowe Szkoły
W marcu 1944 w związku z przydziałem do „Bojowych Szkół” ponowił ślubowanie – przysięgę harcerską, na odprawie zastępów w podziemiach Katedry Św. Jana na Starym Mieście. Była to przysięga tzw. Katechizm „M”, tj. dekalog żołnierza Polski Walczącej, rozpoczynający się zdaniem: „Jestem żołnierzem Polski walczącej z barbarzyńskim najeźdźcą...”. Przysięgę odbierał dh harcmistrz Andrzej Kurczyński ps. „Andrzej Kotowski”. W okresie od marca do lipca 1944 roku oprócz kontynuowania działań z poprzedniego okresu uczestniczył w ramach „Bojowych Szkół” w szkoleniach, które odbywały się głównie na Sadybie w pobliżu Jeziorka Czerniakowskiego i dotyczyły zasad działania karabinu, broni krótkiej, granatów, orientacji w terenie i specyfiki walki w mieście. Oprócz zajęć teoretycznych uczestniczył również w zajęciach praktycznych w terenie w lasach Nadarzyńskich (k. Podkowy Leśnej) przygotowujących do pełnienia funkcji zastępowego.

### Powstanie warszawskie

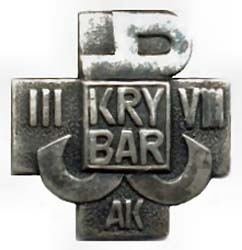
Zgrupowanie AK Krybar

W dniu wybuchu powstania warszawskiego, w godzinach przedpołudniowych, jego mieszkanie odwiedził łącznik. Nie zastawszy go w domu, oświadczył, że wróci po jego powrocie z pracy. Wracając do domu z pracy ulicą Oboźną (z Banku Kredytowego przy ul. Moniuszki) usłyszał kanonadę z broni maszynowej. Na niektórych placówkach rozpoczęto już działania powstańcze. Łącznik z „Szarych Szeregów” nie zjawił się powtórnie, a on został pozbawiony możliwości rozpoczęcia działań powstańczych w gronie harcerzy. Nie mając kontaktu ze swoim zastępem na własną rękę szukał możliwości włączenia się do akcji przeciwko okupantowi. W dniu 2 sierpnia dzięki pomocy kolegi konspiracyjnego Anatoliusza Gołębiowskiego „Toniego” skontaktował się z dowódcą 1142 plutonu 4 kompanii VIII Zgrupowania AK na Powiślu ppor. Alfredem Stawierskim „Miotaczem”. Tego samego dnia został włączony w skład tego plutonu i zaczął pełnić w nim obowiązki w stopniu strzelca. Do jego zadań w pierwszej połowie sierpnia 1944 roku należało: praca przy wykonywaniu przekopu pod ul. Karową, służba obserwacyjna w budynku siedziby plutonu (róg ul. Topiel i Oboźnej) – polegająca na obserwacji obszaru Uniwersytetu i składaniu meldunków o pojawiających się jednostkach wroga w ogrodach uniwersytetu między zabudowaniami i ulicą Browarną, meldowanie o ilości nalotów i liczbie samolotów biorących udział w nalotach na Stare Miasto, służba obserwacyjna na placówkach powstańczych przy ul. Browarnej 4 i 12, transportowanie zaopatrzenia dla IV kompanii z magazynów na ul. Hożej, dostarczanie meldunków do siedziby dowództwa 4. kompanii (dow. kpt. Marian Malinowski „Pobóg”). W drugiej połowie sierpnia 1944 roku został odkomenderowany do dyspozycji oficera operacyjnego 1142 plutonu por. Henryka Walczaka „Wilk” i stacjonował na placówce przy ul. Cichej róg ul. Zajęczej pełniąc obowiązki strzelca. Do jego obowiązków w tym okresie należało: pełnienie służby wartowniczej w siedzibie dowódcy IV kompanii (ul. Topiel 2/4), pełnienie służby obserwacyjnej na barykadach zlokalizowanych ul. Topiel róg ul. Zajęczej oraz ul. Tamka róg ul. Cichej oraz na placówce przy ul. Dobrej 1/3 (obserwacja wiaduktu kolejowego linii średnicowej i wiaduktu mostu Poniatowskiego) oraz pilnowanie jeńców niemieckich odgruzowujących dolny odcinek ul. Tamka.
W dniu 27 sierpnia 1944 w zbombardowanym kościele Św. Teresy na ul. Tamka zginęła babcia strzelca Kluge Pani Józefa Michalak, czynnie biorąca udział w powstaniu mimo 62 roku życia (uhonorowana Krzyżem Walecznych, spoczywająca w kwaterze Elektrowni Warszawskiej). Śmierć jej spowodowała wyraźne pogorszenie stanu zdrowia jego matki, przebywającej wówczas w gmachu elektrowni przy ul. Tamka. W sytuacji zagrożenia zdrowia swej matki i konieczności opieki nad nią – zwrócił się do dowódcy swego plutonu z prośbą o urlopowanie w celu opieki nad matką. Zgodę taką uzyskał wraz z informacją, że jego macierzysty pluton będzie przedzierał się wkrótce do Śródmieścia i tam miał szukać dalszego kontaktu lub względnie w przypadku braku kontaktu z plutonem, pozostać przy Matce. W dniu 5 września, w czasie silnych nalotów nieprzyjaciela, podczas przekraczania ul. Dobrej w kierunku ul. Solec, matka jego została ranna.

### Niewola
Dzień później strzelec Kluge podjął decyzję dzielenia dalszych losów z chorą i ranną, wymagającą opieki Matką. Tego samego dnia, tj. 6 września 1944 roku opuścili razem w kolumnie cywilnych warszawiaków Powiśle i trasą wiodącą ulicami Dobrą – Bednarską – Trębacką – przez Ogród Saski – do Wolskiej, zostali zapędzeni do kościoła św. Stanisława Biskupa, gdzie – po obrabowaniu przez wroga z nielicznych rzeczy osobistych – przebywali dwie doby. 8 września udali się pieszo na Dworzec Zachodni, skąd zostali przewiezieni do obozu w Pruszkowie (Dulag 121), następnie 10 września do obozu we Wrocławiu, a po kolejnych dwóch dobach dotarli do Berlina.
W Berlinie przebywał wraz z matką w obozach pracy przymusowej Falkensee-Spandau i Rummelsburg (Gemeinschaftslager Rummelsburg, Berlin-Friedrichsfelde). W tym czasie strzelec Kluge pracował przy naprawie, uszkodzonych wskutek nalotów alianckich, torów kolejowych, Matka zaś w bagażowni dworcowej Lehrter Bahnhof. 18 marca 1945 roku w czasie silnego nalotu amerykańskiego został spalony ww. obóz. Podczas nalotu strzelec Kluge doznał poważnej kontuzji wzroku (porażenie nerwu wzrokowego) wskutek pobliskiego wybuchu bomby fosforowej. Jako niezdolny do dalszej pracy został skierowany do tzw. „obozu chorych” w Gross Ziethen k. Berlina, tam też dostała się jego skrajnie wyczerpana i chora matka. Z obozu tego, każdego dnia odprawiana była duża grupa więźniów (Polaków, Rosjan, Ukraińców i Białorusinów) na tzw. „leczenie sanatoryjne”. Jak się później okazało „sanatorium” to nosiło nazwę Sachsenhausen-Oranienburg. Od niechybnej śmierci w komorze gazowej uratowała ich ofensywa wojsk radzieckich, które wyzwoliły obóz w Gross Ziethen w końcu kwietnia 1945 roku. Przy najbliższej okazji wyruszył wraz z grupą współtowarzyszy obozowych do Polski. Dnia 8 maja 1945 roku dotarł do Poznania, kończąc kilkudniową wędrówkę ku Ojczyźnie.
Czynny udział w powstaniu warszawskim brali również jego: babcia – Józefa Michalak (na Powiślu) oraz ojciec – Stanisław Kluge w oddziałach „Baszty” na Mokotowie.

### Po wojnie
Po powrocie do kraju wznowił naukę w Gimnazjum i Liceum Ogólnokształcącym w Grodzisku Mazowieckim, gdzie w maju 1949 roku uzyskał świadectwo dojrzałości. We wrześniu 1949 roku wstąpił na wydział Matematyczno-Przyrodniczy Uniwersytetu Warszawskiego (sekcja geograficzna). W 1952 roku uzyskał dyplom ukończenia, zawodowych studiów geograficznych. Dalsze studia kontynuował na Uniwersytecie M.Curie-Skłodowskiej w Lublinie, gdzie specjalizował się w geografii fizycznej ogólnej. Stopień magistra w zakresie klimatologii uzyskał w kwietniu 1954 roku. Od jesieni 1954 roku podjął pracę w Instytucie Geografii PAN w Zakładzie Klimatologii na stanowisku st. asystenta, a po uzyskaniu (w maju 1965 roku) stopnia naukowego doktora nauk przyrodniczych, od października 1965 roku na stanowisku adiunkta. W okresie swej pracy w Instytucie zajmował się głównie zagadnieniami badania klimatu lokalnego oraz regionalizacją środowiska w aspekcie wymiany energii między atmosferą i podłożem. Wielokrotnie przebywał służbowo za granicą, uczestnicząc w długoterminowych szkoleniach, ekspedycjach, konferencjach i zjazdach naukowych. W roku 1965 zakwalifikowany został do załogi jachtu s/y Śmiały, na którym miał odbyć rejs naukowo-badawczy wokół Ameryki Południowej. Niestety, z powodów zdrowotnych musiał zrezygnować z wyprawy już po pierwszym etapie w Wielkiej Brytanii. W okresie od marca 1968 roku do lutego 1972 roku sprawował kierownictwo Działu Planowania i Współpracy Naukowej z Zagranicą w ww. Instytucie. Od czerwca 1983 roku do grudnia 1987 roku pracował w Instytucie Kształtowania Środowiska na stanowisku adiunkta. W grudniu 1985 roku otrzymał nominację na kierownika Zakładu Przyrodniczych Podstaw Planowania Przestrzennego w tym Instytucie. W zakresie działalności dydaktycznej prowadził wykłady z meteorologii i klimatologii w Wyższej Szkole Pedagogicznej w Gdańsku (1967), w Wojskowej Akademii Technicznej w Warszawie (1980 i 1984) oraz zajęcia z geografii w trzech warszawskich liceach dla pracujących. W swoim dorobku naukowym posiada 50 opublikowanych pozycji, w tym 24 rozprawy i artykuły naukowe. Opracował i wygłosił 40 referatów naukowych, w tym 12 za granicą kraju. W styczniu 1988 roku przeszedł na emeryturę kombatancką.
W ramach działalności społecznej pełnił funkcje w organizacjach kombatanckich: w Zarządzie Klubu Środowiskowego Grupy Bojowej Krybar (sekretarz w latach 1981–1982) oraz członek Zarządu od 26 lutego 2005 roku, w Harcerskim Kręgu Seniorów ZHP „Powiśle” (sekretarz w latach 1986–1987).
Pochowany na Cmentarzu Wawrzyszewskim w Warszawie

## Odznaczenia
Za udział w powstaniu warszawskim odznaczony został Warszawskim Krzyżem Powstańczym – uchwałą Rady Państwa z dnia 3 marca 1982 roku, za akcję małego sabotażu w ramach służby w Szarych Szeregach – Krzyżem Zasługi dla ZHP z rozetą-mieczami – uchwałą Głównej Kwatery ZHP z dnia 22 czerwca 1988 roku, za działalność w konspiracji – Krzyżem Armii Krajowej – decyzją Prezydenta RP z dnia 23 września 1993 roku. Postawieniem z dnia 7 lipca 2008 roku odznaczony został przez Prezydenta RP – Krzyżem Kawalerskim Orderu Odrodzenia Polski.